# Augustin Steinhäuser
Augustin Steinhäuser (* 27. August 1781 in Schwäbisch Gmünd; † 17. November 1849 in Stuttgart) war ein deutscher Verwaltungsbeamter und Abgeordneter der Versammlung der Württembergischen Landstände.
Steinhäuser studierte von 1800 bis 1804 Rechts- und Finanzwissenschaften an den Universitäten Würzburg und Göttingen. 1807 absolvierte er seine Verwaltungsdienstprüfung und wurde 1808 Bürgermeister von Rottweil. 1815 erfolgte die Wahl in die Württembergischen Landstände. Er trat aber nach kurzer Zeit aus diesen aus, da er zum Stadt- und Amtsschreiber für Rottweil ernannt wurde. 1819 erfolgte die Ernennung zum Oberamtmann im Oberamt Rottweil, bevor er 1835 Oberamtmann im Oberamt Ehingen wurde. In seinem Ehinger Haushalt wuchs seine Enkelin Emilie von Soden auf.
Er war seit 1816 Mitglied des Corps Rhenania Freiburg.
Seinen Ruhestand verbrachte Steinhäuser ab 1847 in Stuttgart, wo er im November 1849 starb.